# Rachel Boston
Rachel Boston (Chattanooga, Tennessee, 9 mei 1982) is een Amerikaans actrice. Ze is het  bekendst van haar rol van Beth Mason in de serie American Dreams (2002-2005).

## Film
- Fifty Pills (2006)
- (500) Days of Summer (2009)
- Ghosts of Girlfriends Past (2009)
- The Pill (2011)
- It's a Disaster (2012)
- A Rose for Christmas (2017)
- I hate kids (2019)

## Televisie
- American Dreams (2002-2005)
- The Ex List (2008)
- In Plain Sight (2011-2012)
- Witches of East End (2013)
- Ice Sculpture Christmas (2015)

- Gemeinsame Normdatei: 1060705826
- International Standard Name Identifier: 0000 0000 7965 6248
- Library of Congress Control Number: no2010081189
- Virtual International Authority File: 121239746
- WorldCat: E39PBJfCvWmJr3MJdVBd3bQ8YP